# Longgu (köping i Kina, Shandong)
Longgu (kinesiska: 龙堌镇, 龙堌) är en köping i Kina. Den ligger i provinsen Shandong, i den östra delen av landet, omkring 180 kilometer sydväst om provinshuvudstaden Jinan.
Genomsnittlig årsnederbörd är 726 millimeter. Den regnigaste månaden är juli, med i genomsnitt 208 mm nederbörd, och den torraste är januari, med 4 mm nederbörd.